# Quitzow (Adelsgeschlecht)

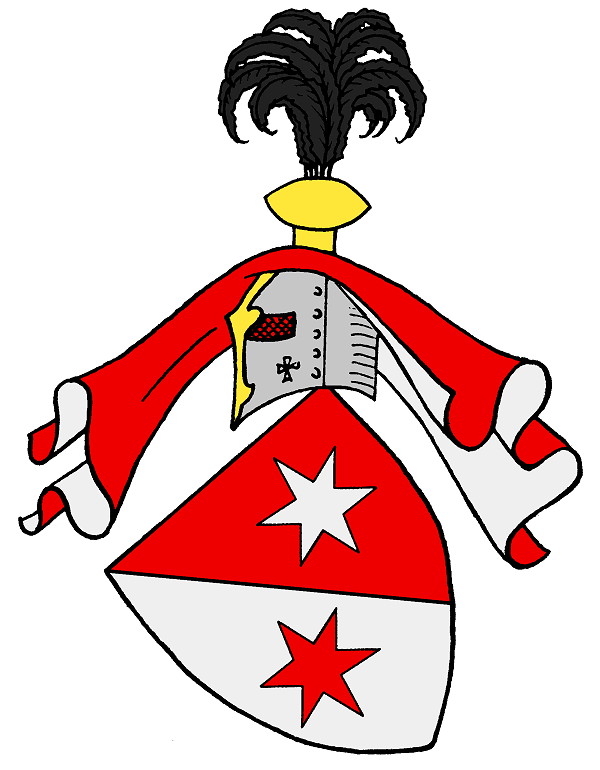
Stammwappen derer von Quitzow

Die Quitzow sind ein Uradelsgeschlecht aus der Mark Brandenburg.

## Geschichte

### Herkunft und Wirken derer von Quitzow
Der Name Quitzow ist slawischen Ursprungs. Auf eine wendische Abstammung des Geschlechts selbst kann hieraus jedoch nicht zwangsläufig geschlossen werden. Ebenso kann eine Benennung nach dem Dorf Quitzow bei Perleberg in der Prignitz nicht nachgewiesen werden, obgleich dies in älterer (und auch noch jüngerer) Literatur behauptet wird. Quitzow bei Perleberg kam aber wohl um 1200 als Lehen an Johan Gerold und Henning von Quitzow, die als Vasallen im Dienst des Johannes Gans zu Perleberg standen, und dürfte deren Namen erhalten haben. 1384 verlieh der Havelberger Bischof an Wedego von Quitzow (urkundlich 1379 Knappe auf Burg Quitzow) das Rittergut Rühstädt; Wedego verkaufte daraufhin das Gut Quitzow bei Perleberg 1386 an die Familie von Platen.
Eine Benennung nach dem wendischen Quitzow an der Elbe, dem heutigen Quitzöbel ist wahrscheinlicher, da die Prignitz im Wendenkreuzzug 1147 von der Elbe aus erobert wurde und in den folgenden Jahrzehnten eine Kolonisierung durch Lokatoren aus dieser Region stattfand. So erzählt auch Theodor Fontane in seinen Wanderungen durch die Mark Brandenburg (Band 5: Kapitel „Quitzöwel“) einiges über die ersten Generationen der „Quitzöweler“ Quitzows. Die erste urkundliche Erwähnung als Quitzhovel stammt von 1310. Der mittelniederdeutsche Name bedeutet Quitzows Hügel. Im 17. Jahrhundert ging der Ort in den Besitz der von Bülow über.
Unter dem ganzen Adel der Prignitz sind die Quitzow insofern ein Unikum, als wahrscheinlich zwei Namen von ihnen schon aus der Zeit um 1150 überliefert sind. Die wichtigsten Vornamen derer von Quitzow während der ersten Jahrhunderte waren Dietrich, Konrad und Barthold. Da zu den ältesten Quitzowgütern sowohl ein Konradsdorf (heute Kuhsdorf) als auch das benachbarte Bartholdsdorf (heute Bullendorf) gehören, wird berechtigt vermutet, dass diese beiden Dörfer von einem Konrad von Quitzow und von einem Barthold von Quitzow gegründet wurden.
Im 14. Jahrhundert waren die Quitzows eines der mächtigsten Adelsgeschlechter der Mark Brandenburg. Ihnen gehörten 14 Dörfer, Städte, Schlösser und Burgen, darunter Bötzow (das spätere Oranienburg), Strausberg, Saarmund, Rathenow, Plaue, Friesack, Beuthen und Köpenick.
Dietrich (1366–1417) und Johann „Hans“ (1370–1437), die Söhne Könes (Kunos) von Quitzow, bemühten sich, nach dem Tode Kaiser Karls IV. in der Mark Einfluss zu gewinnen. Ihre Machtstellung nutzten sie auch zur privaten Machterweiterung aus, was sie in Konfrontation zu einigen ihrer Verbündeten brachte. In zahlreichen Fehden ab 1404 besetzten sie vor allem die Burgen und lagen 1415/1420 in Fehde mit dem neuen hohenzollernschen Kurfürsten von Brandenburg, Friedrich I. Sie sind der Inbegriff dessen, was man in späteren Zeiten nicht ganz zu Recht als Raubritter bezeichnete. Hans und Dietrich hatten noch zwei Brüder, Conrad (1385–1410) und Henning (1392–?).

### Das Ende der Quitzow-Ära in Brandenburg

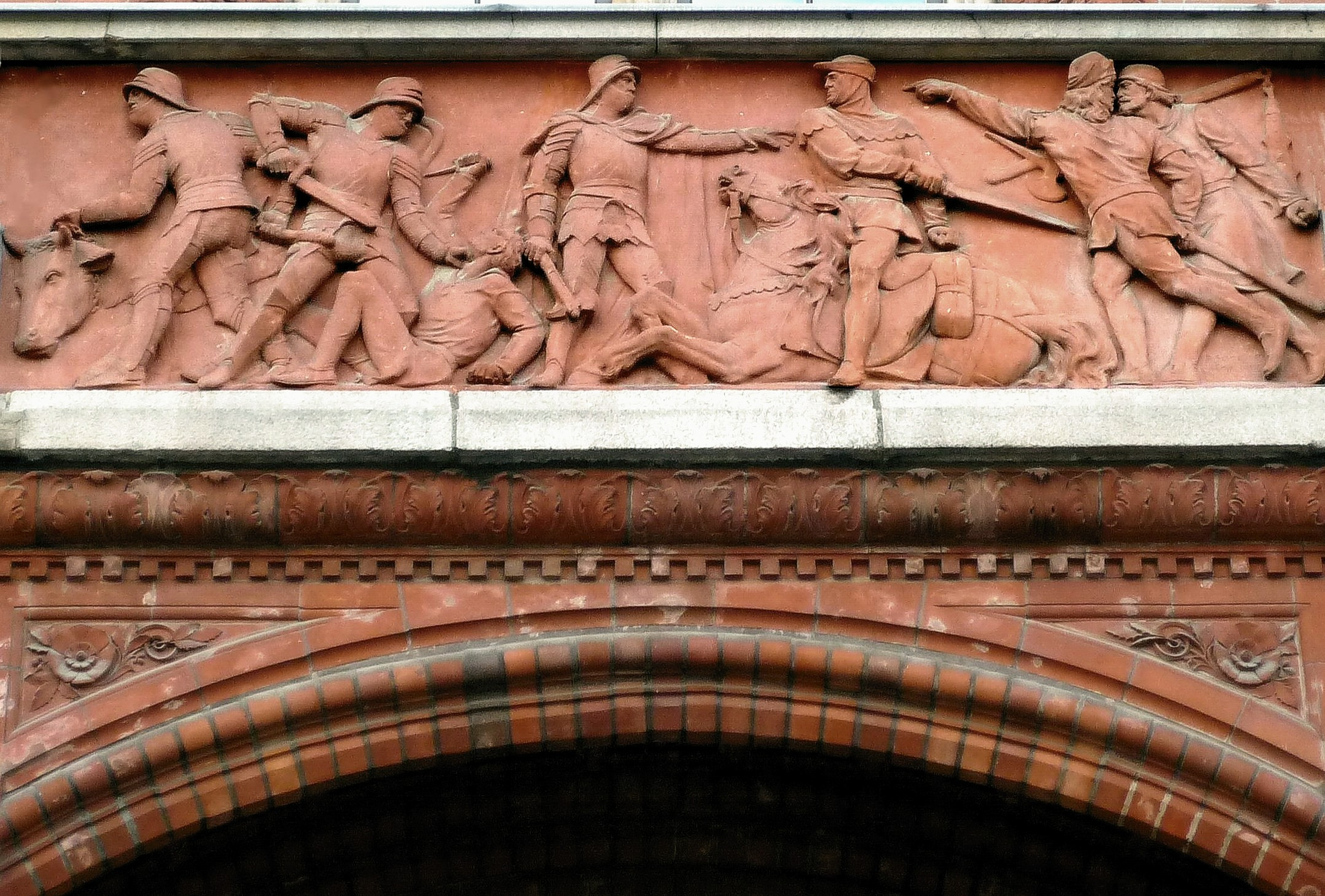
Terrakotta-Fries am Roten Rathaus Berlin: Die Fehde der Quitzows

Als 1411 Burggraf Friedrich VI. von Hohenzollern oberster Verweser der Mark wurde, verweigerten die Quitzows die Unterwerfung, was die Eroberung ihrer Burgen bis 1414 zur Folge hatte. Die Mark Brandenburg kam an die Hohenzollern 1415, als sowohl Friesack als auch Plaue gefallen waren. In diesem Feldzug wurde das erste Mal ein schweres Geschütz eingesetzt – die „Faule Grete“ – die für diesen Feldzug angemietet wurde. Sie wurde von mehreren Ochsengespannen gezogen und musste mehrere Stunden nach einem abgefeuerten Schuss abkühlen. Die Durchschlagskraft der zentnerschweren, vor Ort zugehauenen Feldsteingeschosse zertrümmerte die bis zu drei Meter dicken Mauern der Quitzow-Burg Plaue. Dem „Nürnberger Tand“, wie Hans von Quitzow den ersten märkischen Hohenzoller Friedrich I. verächtlich nannte, hatte der märkische Raubadel nichts mehr entgegenzusetzen. Johann von Quitzow versuchte mit seinem Knecht Dietrich Schwalbe über das Eis der Havel zu fliehen, wurde aber von Reisigen des mit dem Hohenzoller verbündeten Erzbischofs von Magdeburg, Günther II., gefangen genommen. Damit war die Quitzow-Ära in der Mark endgültig beendet. Im Gegensatz zu seinem Bruder Dietrich, der 1417 nach zweijähriger Haft starb, wurde Hans, der Reue bezeigte, von den Hohenzollern begnadigt.

### Erinnerungen an die Quitzows

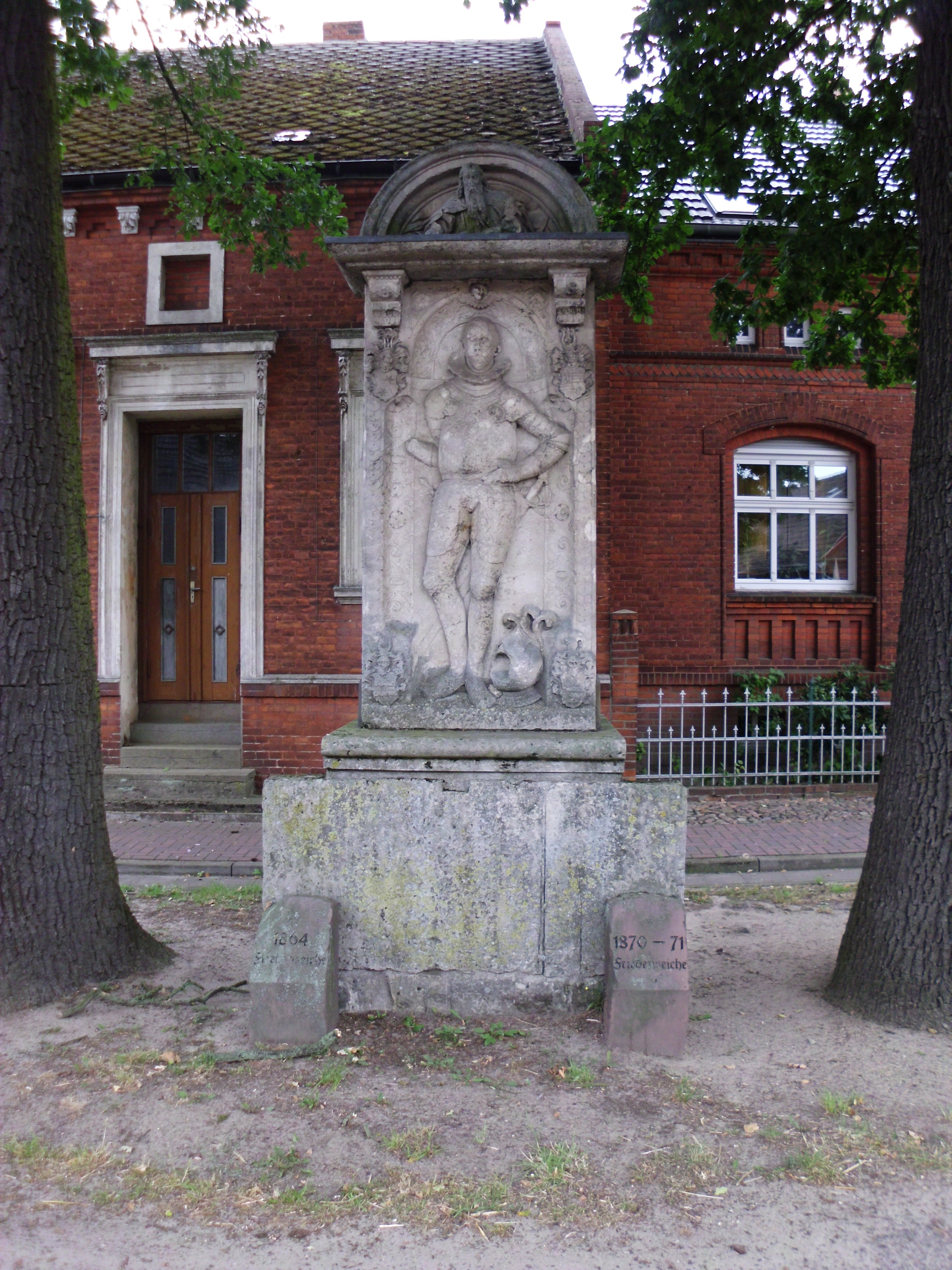
Denkmal des 1593 hier erschlagenen Dietrich von Quitzow in Legde

- In Legde wurde ein Denkmal aus Sandstein zu Ehren des Dietrich von Quitzow an der Stelle errichtet, wo er am 25. Oktober 1593 von marodierenden Söldnern erschlagen wurde. Das Denkmal wurde 1992 restauriert.
- An der Dorfkirche Kletzke befinden sich links des Portals die Grabplatten des Achatz von Quitzow, gestorben 1605, mit seiner Ehefrau geb. von Münchhausen und rechts des Portals die Grabplatte des Christoph von Quitzow, gestorben um 1580.
- In der Dorfkirche Rühstädt befinden sich einige Quitzow-Grabsteine, wobei der älteste auf 1527 datiert ist. Neben diesem steht ein Temperabild auf Stein einer Priorin oder Äbtissin v. Quitzow. Gegenüber ist ein Grabstein von 1552 angeordnet, mit folgender Inschrift: „Anno Domimi 1552, dem Donnerstag nach Martini, ist gestorben der ehrbare und ehrensveste Dirike von Quitzow, der Olde dem Gott gnädig und barmherzig sei.“ Zwei Grabplatten befinden sich vor dem Altar: von Dietrich v. Quitzow, gestorben 1593 (mit erheblichen Zerstörungen vor allem in der oberen Hälfte), und von Dietrich v. Quitzow, gest. 1569, mit Ehefrau. Sie bestehen aus Cottaer Sandstein (Gutachten von Jekosch, Naturkundemuseum Berlin). In die Apsis, Nordwand der Kirche, ist ein Epitaph des Georg von Quitzow, gestorben 1527, eingelassen.[5]
- In der Dorfkirche Basse hat sich historisches Patronatsgestühl aus dem 16. Jahrhundert erhalten, das neben den Namen und Wappen weiterer regionaler Adliger auch das der Anna von Quitzow zeigt.
- In der St.-Marien-Kirche in Plate ist der Prunksarg von Sophia von Plato (1691–1715) – einer geborenen v. Quitzow – in einer Gruft ausgestellt.
- sandsteinernes Grabmal der Äbtissin Maria Magdalena Rosina Quitzow (1726–1802) von Heinrich Bettkober (1804) auf dem Friedhof des Klosters Stift zum Heiligengrabe.
- Im Einschreibebuch des Klosters Dobbertin befinden sich 13 Eintragungen von Töchtern der Familie von Quitzow von 1735–1858 aus Severin, Kuhsdorff, Bullendorf, Voigtshagen, Retgendorf und Flessenow zur Aufnahme in das adelige Damenstift im mecklenburgischen Kloster Dobbertin. Fünf Wappenschilder mit anhängenden Ordenssternen und den Allianzwappen der Konventualinnen von Quitzow hängen auf der Nonnenempore in der Klosterkirche.
- Im Berliner Ortsteil Moabit (heute im Bezirk Mitte) wurde 1891 eine Straße nach dem Adelsgeschlecht benannt.[6]
- Am Roten Rathaus in Berlin-Mitte befindet sich die Steinerne Chronik aus Terrakottafriesen (je 4 Meter × 6 Meter großen Relieftafeln mit Ereignissen der Geschichte Berlins und Brandenburgs vom 12. Jahrhundert bis zur Reichsgründung im Jahr 1871), darunter Die Fehde der Quitzows.

## Familiensitze
Wichtige Sitze der Familie waren:

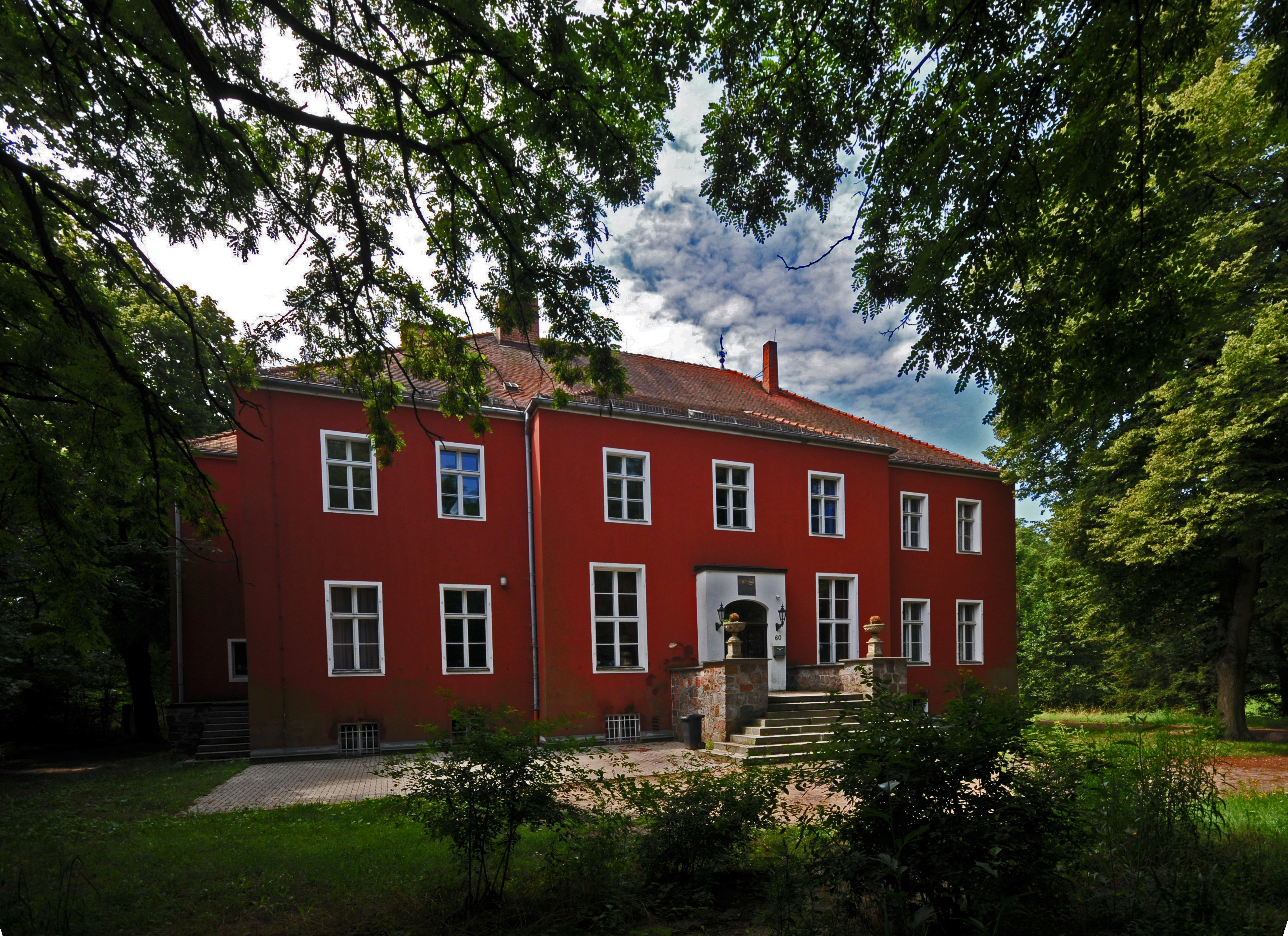
Gutshaus Kletzke

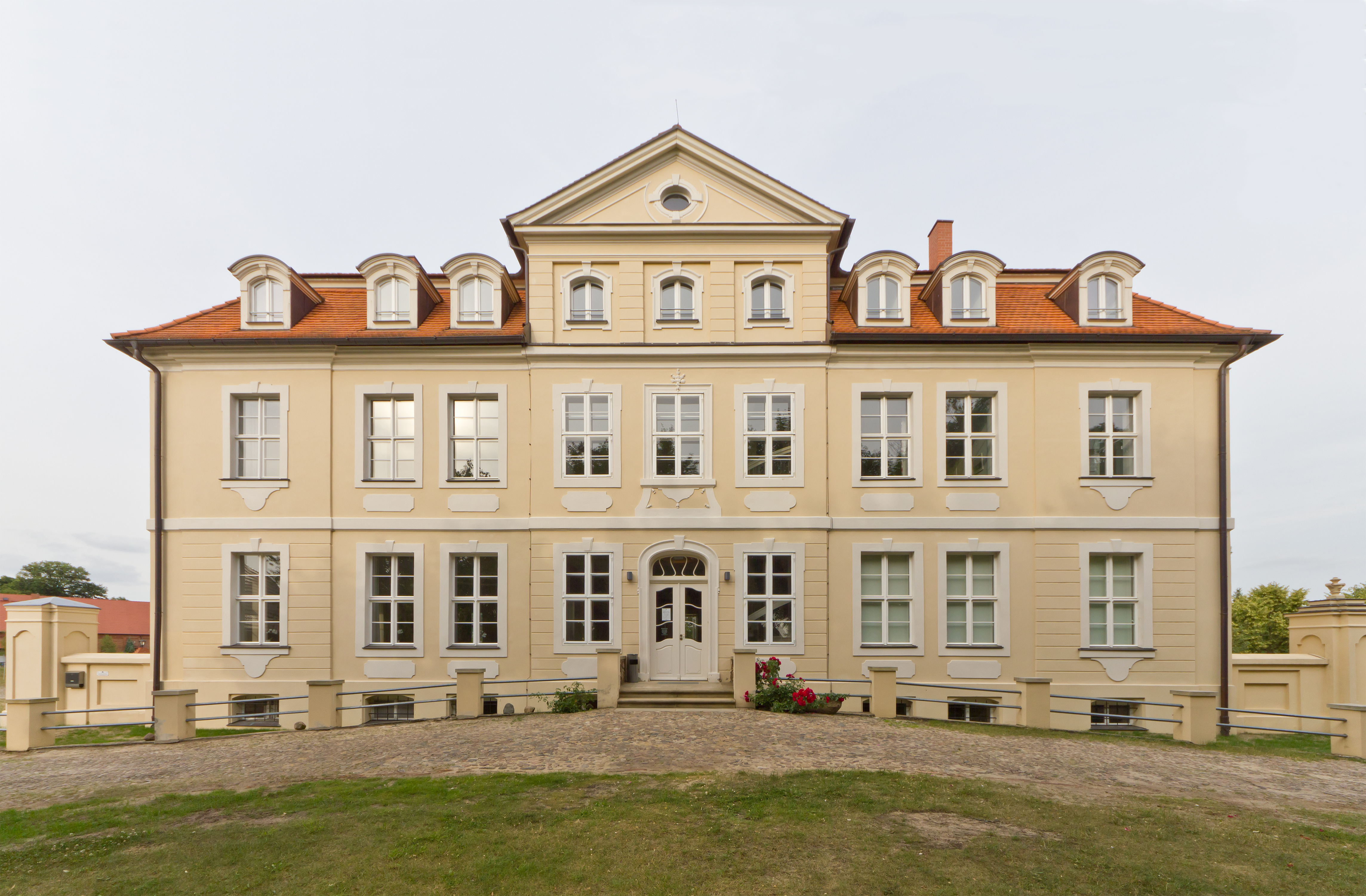
Schloss Grube

- Quitzöbel, früher Quitzöwel oder Quitzöfel, Stammburg der Familie
- Kuhsdorf
- Kletzke (1375 bis 1712), heute in der Gemeinde Plattenburg, Ruine der mittelalterlichen Wasserburg mit Wällen und Wassergraben, Herrenhaus von 1520, kam später in den Besitz der bürgerlichen Familie Wrede (2000 von einem Quitzow zurückerworben, 2009 wieder verkauft)
- Schloss Grube (1376 bis ca. 1817)
- Schloss Rühstädt (1384 bis 1719), wo sich über Jahrhunderte auch die Ruhestätte (daher der Name) der Quitzows befand
- Eldenburg (1465 bis 1719), heute Ortsteil von Lenzen (Elbe), mit noch vorhandenem Quitzowturm
- Stavenow, Gemeinde Karstädt
- Burg Friesack, Sitz des Dietrich von Quitzow von 1409 bis 1414
- Burg Plaue, der Sitz von Johann von Quitzow von 1400 bis 1414
- Gerdshagen, Severin (Mecklenburg), Wozinkel, Dargelütz
- Tankenhagen bei Dassow, und Vogtshagen (Mecklenburg), um 1435[7]
- Liebenwalde, Quitzeburg

## Wappen

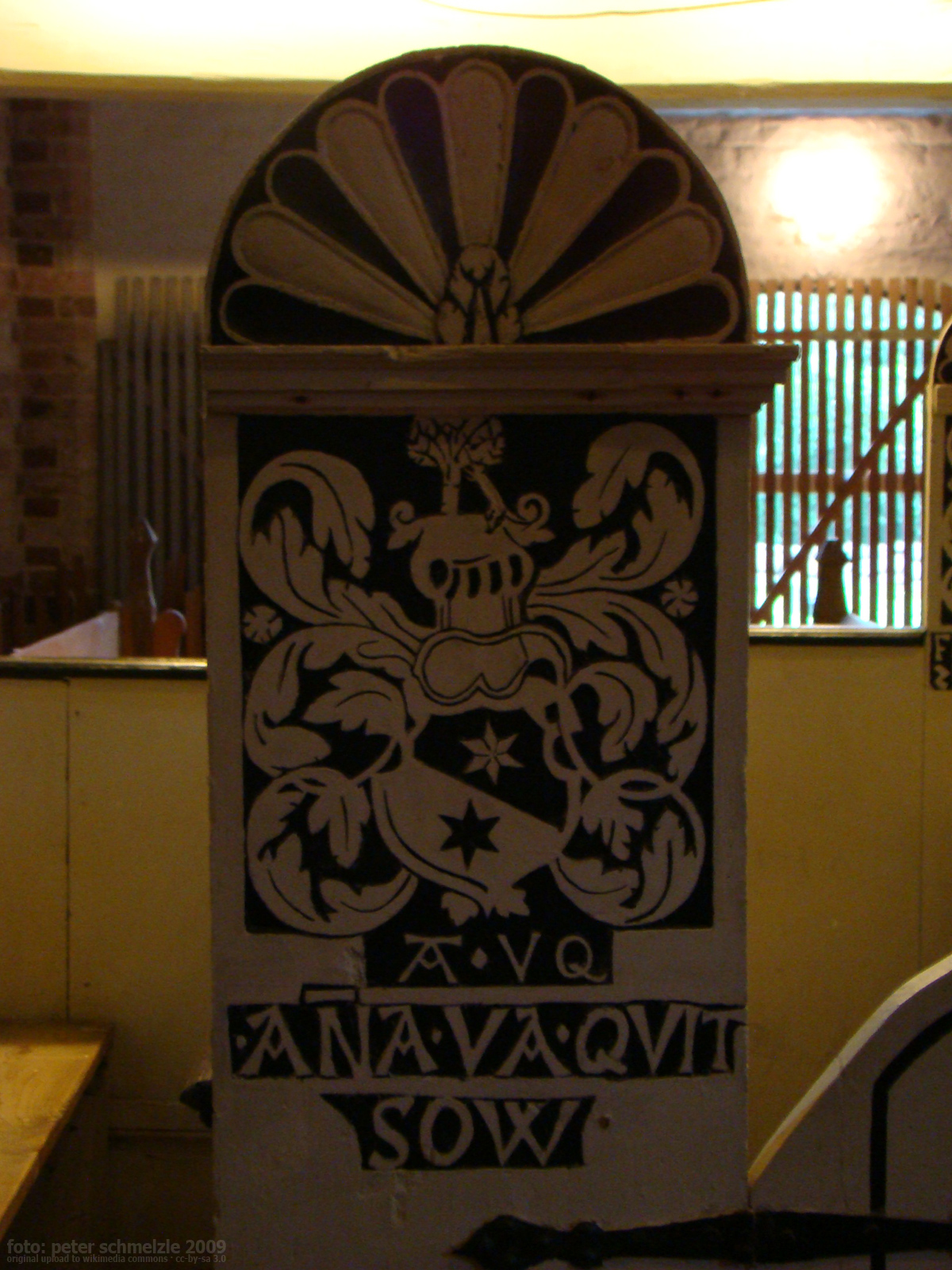
Wappen der Anna von Quitzow am Patronatsgestühl der Dorfkirche Basse von 1542

Das Wappen der Quitzow zeigt in einem von Rot und Silber schrägrechts geteilten Schild zwei Sterne verwechselter Farbe. Die 1260/70 entstandene „Quitzow-Scheibe“ der Dorfkirche in Kuhsdorf bei Pritzwalk zeigt den Schild Conrad von Quitzows hingegen von Rot und Gold schrägrechts geteilt. Für Johann ist der Schild 1349 dagegen Silber über Rot schrägrechts geteilt bezeugt. Eine einfache Querteilung ist mit Siegeln aus den Jahren 1359 (Johann), 1379 (Hahn II.) und 1395 (Heinrich) überliefert. Ebenso zeigt das Aschaffenburger Wappenbuch den Schild quer rot-silbern geteilt, auch teilt das Danmarks Adels Aarbog den Schild quer, allerdings Silber über Rot, und tradiert auf dem Helm mit rot-silbernen Decken zwei Büffelhörner, rechts silbern-rot, links rot-silbern geteilt. Aus den Jahren 1319 und 1346 sind Siegel, und zwar nur Helm und ursprüngliche Helmzier abbildend, überliefert: ein Hahnenfederbusch, aus dem ein zitronenförmiger Knopf hervorragt, bzw. ein abgeplatteter Knopf mit einem Hahnenfederbusch darauf. Das Aschaffenburger Wappenbuch zeigt zwischen zwei grünen Federstößen einen springenden roten Fuchs, der eine spätere Zutat ist. Die Anzahl der aus der gefiederten Helmzier herausgebildeten Bäume unterlag in der Folge einer gewissen Beliebigkeit: Das Wappen der Anna von Quitzow am Patronatsgestühl der Dorfkirche Basse von 1542 zeigt auf dem Helm einen Baum, der von einem Fuchs angesprungen wird, Johann Siebmachers Wappenbuch von 1605 zeigt einen naturfarbenen Fuchs zwischen zwei grünen Bäumen laufend, während das Ahnenwappen Quitzow auf dem Epitaph des Georg von der Schulenburg († 1619) in der Braunschweiger Kirche St. Katharinen den Fuchs zwischen vier Bäumen laufend zeigt.

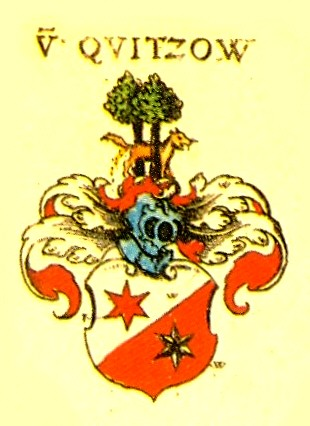
Wappen der Quitzow bei Siebmacher 1605 (spiegelverkehrt)
Das Wappen der Quitzow

## Bekannte Familienmitglieder
- Johann von Quitzow (1370–1437) „Raubritter“, Bruder des Folgenden, verheiratet mit einer Anna von Bredow
- Dietrich von Quitzow (* um 1366–1417), „Raubritter“, Bruder des Vorherigen
- Anna von Quitzow, in den 1540er Jahren Äbtissin von Kloster Stift zum Heiligengrabe
- Achatius von Quitzow (1606–1653), braunschweigischer Offizier und Mitglied der Fruchtbringenden Gesellschaft
- Anne Margrethe Quitzow (1652–um 1700), dänische Übersetzerin und „gelehrte Frau“
- Franz Julius von Quitzow (* 28. April 1694; † 8. August 1774), Erbherr von Kuhsdorf, Bullendorf, Rönnebeck
- Margarethe von Quitzow, zweite Ehefrau von Levin Ludwig von Hahn, Schwester des Achatius (oben)
- Magdalena Elisabeth von Quitzow (1735–1799) kam 1770 ins Kloster Dobbertin, war die letzten sieben Jahre als Domina die Vorsteherin des Konvents
- Christian Heinrich von Quitzow (1737–1806), preußischer Generalmajor und Chef des Kürassierregiments Nr. 6
- Elisabeth Hedwig Dorothea von Quitzow (1779–1875) kam 1831 ins Kloster Dobbertin, war 37 Jahre als Domina die Vorsteherin des Konvents und starb mit 96 Jahren
- Hans von Quitzow (1805–1878), preußischer Generalmajor
- Theodor von Quitzow (1837–1896), preußischer Oberst

## Archivquellen
- Moritz Wilhelm Heffter: Codex diplomaticus Brandenburgensis. Sammlung der Urkunden, Chroniken und sonstigen Geschichtsquellen, Namesverzeichnis zu sämmtlichen Bänden, Band II, G. Reimer, Berlin 1868, S. 545 f. Gesamtübersicht aller Erwähnungen der Familie im Codex bis 1867

## Periodika
- Danmarks Adels Aarbog, Ved Hiort-Lorenzen, A. Thiset (Red.), Vilh. Tryde Boghandel, Kopenhagen 1910, S. 327, 567; ff. 1915, S. 612; ff. 1931, II, S. 160 (dänisch).
- Genealogisches Taschenbuch der Ritter- u. Adels-Geschlechter, Moritz Maria von Weittenhiller (Red.), Buschak & Irrgang, Brünn / Wien 1880, S. 344 ff. (Stammreihe); Brünn / Wien 1883, S. 410 ff.
- Gothaisches Genealogisches Taschenbuch der Adeligen Häuser. Der in Deutschland eingeborene Adel (Uradel). 1904. 5. Jahrgang, Justus Perthes, Gotha 1903, S. 684 ff. (Stammreihe)
- Gothaisches Genealogisches Taschenbuch der Uradeligen Häuser 1918, 19. Jahrgang, Justus Perthes, Gotha 1917, S. 696 f.; ff. 1920, Gotha 1919, S. 712; ff. Fortsetzung 1929, Gotha 1928, S. 636.
- Gothaisches Genealogisches Taschenbuch der Adeligen Häuser. Zugleich Adelsmatrikel der Deutschen Adelsgenossenschaft. Teil A (Uradel) 1942. 41. Jahrgang, Justus Perthes, Gotha 1941, S. 419 f. Siehe: FamilySearch (Kostenfrei).

## Belletristik
- Karl May: Der beiden Quitzows letzte Fahrten. Verlag H. G. Münchmeyer, Dresden 1876/77. (Digitalisat)
- Ernst von Wildenbruch: Die Quitzows. Drama, Uraufführung, Berlin 1888.